# Флайза
«Флайза» — український музичний гурт з Луцька, створений 2000 року. Команда виконує музику в стилях регі, хіп-хоп, фанк, рок, фольк, електронна музика та ін.

## Історія
Гурт Флайза заснований у 2000 році. Його музичний стиль можна описати як унікальну суміш реггі, хіп-хопу, фанку, латини, драйвового року, фолку, електроніки та інших напрямів музики. За час свого існування гурт виступив з сотнями концертів на сценах багатьох українських міст та за межами нашої країни.
Флайза брала участь у багатьох розважальних проектах та хіт-парадах на різноманітних теле- та радіо каналах, турах Україною в межах розважальних та соціальних акцій. Команда була хедлайнером та учасником на багатьох фестивалях в Україні та за її межами протягом 2000—2021 років. Під час проведення футбольного чемпіонату Євро 2012 гурт відкривав фан-зони Львова та Києва.
Гурт співпрацював з багатьма відомими українськими та іноземними гуртами з Польщі, Франції, Білорусі. За роки існування в команди назбиралась велика кількість реміксів від відомих ді-джеїв, які вирішено оформити в окремий концертний проект Флайза-Електро.
В 2017 році Флайза відновила великий склад (9 осіб на сцені). У 2020 році випустила два сингли та відеокліпи до них («Вогнем і мечем» і «Шикардос»). У тому ж 2020-му гурт отримав грант Українського культурного фонду, завдяки якому було організовано онлайн-концерт та відзнято «Флайза. Фільм» про 20-річний музичний шлях колективу.
16 квітня 2022 року через російське вторгнення в Україну гурт Флайза перейшов до написання своєї назви у спрощеному вигляді — «Флайза», а в англійській версії — «Flyza», відмовившись від використання літер «zZz» у назві гурту. Про це повідомили на офіційному сайті гурту Флайза та у соцмережах Facebook, Instagram. Рішення було прийнято через використання літери Z як символу російського вторгнення в Україну.

Друзі, ми прийняли нелегке рішення в нашій історії. Понад 20 років наш гурт в основному дотримувався ось такого написання назви – ФлайzZzа. Російські гниди, які прийшли на нашу святу землю, окрім того, що забрали життя багатьох українців, понівечили наші долі, міста, села, інфраструктуру, намагаються знищити нашу душу, мову, культуру. 
Від перших проявів рашистських символів «Z», «V» ми відразу міркували над тим, як нам поступити з нашими чудовими зетками, які ми так любили. Проте є речі важливіші за написання таких символів. Жодним чином ми не будемо підтримувати новітню свастику московитів.
Відтепер ми не акцентуватимемо увагу на «zZz» і переходимо до написання назви гурту в спрощеному вигляді – Флайза. В англійській версії – Flyza
Ми не зможемо в одну мить змінити тонни інформації в інтернеті. Проте новими піснями, відео та іншою інформацією будемо ділитись вже із новим виглядом назви гурту. І поступово виправлятимемо надпис там, де це буде можливо та доцільно.

## Склад
- Алла Новак, «ДжамАлка» — вокалістка
- Андрій Тимчук, «Тіма» — автор текстів, вокаліст
- Тарас Редзій — вокаліст
- Дмитро Лазарєв — гітарист
- Олександр Рудчик — труба
- Олександр Потапець, «DJ Hobbit» — DJ
- Олександр Дроздов — барабани
- Артур Черчик — бас
- Сергій Мінаєв — клавішні
- Олег Ющук — звукорежисер

## Дискографія[4]
- 2006 — Тепло за годину
- 2008 — Засмага на серце
- 2011 — Глобальне потепління
- 2015 — МК-60
- 2024 — П'ятий